# Pseudothelphusidae
Pseudothelphusidae là một họ cua nước ngọt được tìm thấy chủ yếu tại những dòng nước vùng núi tại Neotropic. Chúng có lẽ có nguồn gốc từ quần đảo Đại Antilles và đến Trung Mỹ cầu đất thế Pliocen.

## Ký sinh và thiên địch
Pseudothlepshusidae là vật chủ trung gian của các loài sán phổi Paragonimus. Các loài cua này còn bị rùa Podocnemis unifilis và khỉ Sapajus apella ăn thịt.

## Phân loại
Bốn mươi chi hiện đang được công nhận:
- Allacanthos Smalley, 1964
- Achlidon Smalley, 1964
- Brasiliothelphusa Magalhães & Türkay, 1986
- Camptophallus Smalley, 1965
- Chaceus Pretzmann, 1965
- Disparithelphusa Smalley & Adkinson, 1984
- Ehecatusa Ng & Low, 2010 [5]
- Eidocamptophallus Rodríguez & Hobbs, 1989
- Elsalvadoria Bott, 1967
- Epilobocera Stimpson, 1860
- Eudaniela Pretzmann, 1971
- Fredius Pretzmann, 1967
- Guinotia Pretzmann, 1965
- Hypolobocera Ortmann, 1897
- Kinglseya Ortmann, 1897
- Lindacatalina Pretzmann, 1977
- Lobithelphusa Rodríguez, 1982
- Martiana Rodríguez, 1980
- Microthelphusa Pretzmann, 1968
- Moritschus Pretzmann, 1965
- Neoepilobocera Capolongo & Pretzmann, 2002
- Neopseudothelphusa Pretzmann, 1965
- Neostrengeria Pretzmann, 1965
- Odontothelphusa Rodríguez, 1982
- Oedothelphusa Rodríguez, 1980
- Orthothelphusa Rodríguez, 1980
- Phallangothelphusa Pretzmann, 1965
- Phrygiopilus Smalley, 1970
- Potamocarcinus H. Milne-Edwards, 1853
- Prionothelphusa Rodríguez, 1980
- Pseudothelphusa Saussure, 1857
- Ptychophallus Smalley, 1964
- Raddaus Pretzmann, 1965
- Rodriguezus Campos & Magalhães, 2005
- Smalleyus Alvarez, 1989
- Spirothelphusa Pretzmann, 1965
- Strengeriana Pretzmann, 1971
- Tehuana Rodríguez & Smalley, 1969
- Typhlopseudothelphusa Rioja, 1952
- Villalobosius Ng & Low, 2010 [5]